# Raymond Moore (Tennisspieler)
Raymond J. „Ray“ Moore (* 24. August 1946 in Johannesburg) ist ein ehemaliger südafrikanischer Tennisspieler.

## Karriere
Ab 1962 und einem Alter von 16 Jahren trat Moore bei hochklassigen Tennisturnieren an. Vor dem Beginn der Open Era erreichte er im Einzel 1966 in Cheltenham und in Glen Cove jeweils das Finale, wobei er sich in Cheltenham mit einem Sieg über Dick Crealy den Titel sicherte und in Glen Cove gegen Gene Scott verlor.
Im Jahr 1968 konnte er zwar mehrere Halbfinalrunden erreichen, schied dort aber jeweils aus. In Wimbledon schaffte er sein bestes Einzelergebnis bei diesem Turnier in seiner gesamten Karriere, als er bis ins Viertelfinale vordrang; er musste sich Clark Graebner geschlagen geben. Im folgenden Jahr erreichte er sowohl im Einzel als auch im Doppel seine ersten Finalpartien in der Open Era. Beim Turnier in Berlin holte er sich mit einem Sieg über Cliff Drysdale den letzten Einzeltitel seiner Karriere. In Toronto unterlag Moore mit seinem Partner Earl „Butch“ Buchholz den Finalgegnern Ron Holmberg und John Newcombe. Im Doppel erreichte er 1969 bei drei Grand-Slam-Turnieren sein bestes Karriereergebnis im Doppel, bei den Australian Open mit dem Halbfinale, in Wimbledon mit dem Achtelfinale, was er später zweimal wiederholen sollte, und mit der Viertelfinalteilnahme bei den US Open.
In der Saison 1970 kam er im Einzel selten über die zweiten Runde hinaus, seine besten Ergebnisse waren Viertelfinalteilnahmen. Im Doppel erreichte er mit Martin Mulligan in Båstad und mit Tony Roche in Gstaad jeweils das Halbfinale. Bei seiner ersten Turnierteilnahme 1971 in Auckland kam er an der Seite des Neuseeländers Brian Fairlie ins Finale, wo sie gegen Bob Carmichael und Ray Ruffels verloren. In Washington folgte noch eine Halbfinalteilnahme im Doppel. Im Einzel kam er in diesem Jahr dreimal ins Halb- und dreimal ins Viertelfinale. Nach einer schwächeren Saison 1972 kam er 1973 im Londoner Queen’s Club und im kalifornischen Aptos ins Finale, das er mit seinem jeweiligen Doppelpartner verlor. In Quebec folgte später noch ein Einzug in ein Halbfinale. Im Einzel erreichte er in Cleveland und Alamo die Halbfinalrunden.
Seine ersten Doppeltitel feierte Moore 1974 in Tokio mit Onny Parun und in Wien mit Andrew Pattison. Bei den US Open erreichte er mit Clark Graebner erneut das Viertelfinale und stellte somit sein bestes Ergebnis bei dem Turnier ein. Im Einzel kam er bei keinem Turnier über das Viertelfinale hinaus. Im Folgejahr schied er im Halbfinale von Paris gegen den späteren Titelträger Tom Okker aus. Nach einer Finalniederlage im Doppel von Tucson konnte er sich mit Cliff Drysdale den Titel in Toronto sichern. 1976 kam er im Einzel in drei Halbfinalrunden, im Doppel in drei Finalrunden, wobei er sich mit Allan Stone den Titel von Maui holte. 
Nach 1969 erreichte Moore 1977 in Düsseldorf und in Stockholm zum ersten Mal und bis zum Karriereende letzten Mal zwei Einzelfinalrunden, die er beide verlor. Mit Erreichen des Viertelfinales der US Open hatte er in diesem Jahr sein bestes Einzelergebnis bei dem Grand-Slam-Turnier. Ende 1977 kam er mit Peter Fleming in sein einziges Doppelfinale der Saison; sie unterlagen Bob Lutz und Stan Smith. 1978 holte er sich bei zwei Doppelfinalteilnahmen mit unterschiedlichen Partnern die beiden Titel in Palm Springs und in Johannesburg. Außerdem erreichte er sechs weitere Halbfinalrunden im Doppel. 1979 holte er sich bei zwei Finalteilnahmen im Doppel einen Titel, das Turnier in Atlanta gewann er gemeinsam mit Ilie Năstase.
In der ersten Woche 1980 kam er ins Halbfinale der Doppelkonkurrenz von Hobart. Später erreichte er zwei weitere Doppelhalbfinals sowie die Finalpartien von New Orleans und Paris, die er beide verlor. 1981 folgten die beiden letzten Finalteilnahmen auf der World Tour. Im April gewann er mit Bernard Mitton den Titel in Johannesburg, im Juli verlor er mit Andrew Pattison das Finale von Hilversum. 1983 erreichte er im Doppel zwei Finalrunden der Challengertour, in Johannesburg verlor er das Finale mit Eddie Edwards und in Solihull an der Seite von David Schneider. Nach 1983 trat Moore bei keinem Einzelturnier und nur noch vereinzelt bei Doppelkonkurrenzen an.
Moore trat zwischen 1967 und 1978 in zwölf Begegnungen für die südafrikanische Davis-Cup-Mannschaft an. Er gewann 12 von 23 Matches, wobei er überwiegend im Einzel eingesetzt wurde. Er gehörte 1974 dem bis heute einzigen südafrikanischen Team an, das den Davis Cup gewinnen konnte. Sie holten den Titel ohne Finalpartien, weil die indische Davis-Cup-Mannschaft das Finale wegen Südafrikas Apartheidspolitik boykottierte.
Nach dem Ende seiner Karriere als aktiver Tennisspieler blieb Moore weiterhin im Tenniszirkus. Mit Charlie Pasarell gründete er das Turnier im kalifornischen Indian Wells. Nach einer öffentlichen Aussage, in der er den Damentennisverband WTA herabsetzte und für die er stark kritisiert wurde, trat er im März 2016 als Turnierdirektor von Indian Wells zurück. Sein Nachfolger wurde Tommy Haas.

## Persönliches
Raymond Moore ist mit Rosemary verheiratet und hat eine Tochter.
Während seiner aktiven Karriere galt er als Exzentriker und Hippie. Dies äußerte sich durch sein Aussehen, wie rot oder blond gefärbtes Haar, Schnurrbart oder Koteletten, und durch Aussagen, in denen er sich zur Hippie-Bewegung bekannte.

“I do what I want, when I want, where I want.”

„Ich mache, was ich will, wann ich will, wo ich will.“

## Erfolge

### Einzel

#### Turniersiege
| Nr. | Datum        | Turnier | Belag | Finalgegner    | Ergebnis                |
| --- | ------------ | ------- | ----- | -------------- | ----------------------- |
| 1.  | 25. Mai 1969 | Berlin  | Sand  | Cliff Drysdale | 1:6, 6:1, 7:5, 6:8, 7:5 |

#### Finalteilnahmen
| Nr. | Datum             | Turnier    | Belag     | Finalgegner    | Ergebnis      |
| --- | ----------------- | ---------- | --------- | -------------- | ------------- |
| 1.  | 22. Mai 1977      | Düsseldorf | Sand      | Wojciech Fibak | 1:6, 7:5, 2:6 |
| 2.  | 13. November 1977 | Stockholm  | Hartplatz | Sandy Mayer    | 2:6, 4:6      |

### Doppel

#### Turniersiege
| Nr. | Datum              | Turnier      | Belag     | Partner         | Finalgegner                    | Ergebnis      |
| --- | ------------------ | ------------ | --------- | --------------- | ------------------------------ | ------------- |
| 1.  | 14. April 1974     | Tokio        | Hartplatz | Onny Parun      | Juan Gisbert Roger Taylor      | 4:6, 6:2, 6:4 |
| 2.  | 3. November 1974   | Wien         | Hartplatz | Andrew Pattison | Bob Hewitt Frew McMillan       | 6:4, 5:7, 6:4 |
| 3.  | 17. August 1975    | Toronto      | Sand      | Cliff Drysdale  | Jan Kodeš Ilie Năstase         | 6:4, 5:7, 7:6 |
| 4.  | 10. Oktober 1976   | Maui         | Hartplatz | Allan Stone     | Dick Stockton Roscoe Tanner    | 6:7, 6:3, 6:4 |
| 5.  | 19. Februar 1978   | Palm Springs | Hartplatz | Roscoe Tanner   | Bob Hewitt Frew McMillan       | 6:4, 6:4      |
| 6.  | 26. November 1978  | Johannesburg | Hartplatz | Peter Fleming   | Bob Hewitt Frew McMillan       | 6:3, 7:6      |
| 7.  | 16. September 1979 | Atlanta      | Hartplatz | Ilie Năstase    | Steve Docherty Eliot Teltscher | 6:4, 6:2      |
| 8.  | 13. April 1981     | Johannesburg | Hartplatz | Bernard Mitton  | Bob Hewitt Frew McMillan       | 7:5, 3:6, 6:1 |

#### Finalteilnahmen
| Nr. | Datum              | Turnier      | Belag         | Partner             | Finalgegner                      | Ergebnis                |
| --- | ------------------ | ------------ | ------------- | ------------------- | -------------------------------- | ----------------------- |
| 1.  | 10. August 1969    | Toronto      | Sand          | Earl Butch Buchholz | Ron Holmberg John Newcombe       | 3:6, 4:6                |
| 2.  | 7. März 1971       | Auckland     | Rasen         | Brian Fairlie       | Bob Carmichael Ray Ruffels       | 3:6, 7:6, 4:6, 6:4, 3:6 |
| 3.  | 23. Juni 1973      | Queen’s Club | Rasen         | Ray Keldie          | Tom Okker Marty Riessen          | 4:6, 5:7                |
| 4.  | 16. September 1973 | Aptos        | Hartplatz     | Onny Parun          | Jeff Austin Fred McNair          | 2:6, 1:6                |
| 5.  | 6. April 1975      | Tucson       | Hartplatz     | Dennis Ralston      | William Brown Raúl Ramírez       | 2:6, 6:7, 4:6           |
| 6.  | 28. März 1976      | Palm Springs | Hartplatz     | Erik van Dillen     | Colin Dibley Sandy Mayer         | 4:6, 7:6, 6:7           |
| 7.  | 30. Mai 1976       | Düsseldorf   | Sand          | Bob Carmichael      | Wojciech Fibak Karl Meiler       | 4:6, 6:4, 4:6           |
| 8.  | 14. August 1977    | Johannesburg | Hartplatz     | Peter Fleming       | Bob Lutz Stan Smith              | 3:6, 5:7, 7:6, 6:7      |
| 9.  | 22. April 1979     | Johannesburg | Teppich (i)   | Ilie Năstase        | Colin Dowdeswell Heinz Günthardt | 3:6, 6:7                |
| 10. | 6. April 1980      | New Orleans  | Teppich (i)   | Robert Trogolo      | Terry Moor Eliot Teltscher       | 6:7, 1:6                |
| 11. | 2. November 1980   | Paris        | Hartplatz (i) | Brian Gottfried     | Paolo Bertolucci Adriano Panatta | 4:6, 4:6                |
| 12. | 26. Juli 1981      | Hilversum    | Sand          | Andrew Pattison     | Heinz Günthardt Balázs Taróczy   | 0:6, 2:6                |